# Paraclius albisignatus
Paraclius albisignatus är en tvåvingeart som beskrevs av Octave Parent 1928. Paraclius albisignatus ingår i släktet Paraclius och familjen styltflugor. Inga underarter finns listade i Catalogue of Life.